# UB-53号潜艇
陛下之UB-53号艇是德意志帝国海军于第一次世界大战期间建造的其中一艘UB-III型近岸潜艇或称U艇。它由汉堡的布洛姆与福斯船厂承建，于1917年3月9日新船下水，至同年8月21日交付使用。其全长55.3米，水面及水下排水量分别为516吨和651吨，艇载武器则包括五具500毫米鱼雷发射管以及一门88毫米口径甲板炮。
UB-53号的整个服役生涯都是在驻奥匈帝国海军基地普拉的地中海区舰队度过，并参与了地中海潜艇战。在五次巡逻期间，该艇累计击沉了14艘协约国或中立国商船，容积总吨为16549吨。1918年8月3日，UB-53号在奥特朗托屏障触雷沉没，造成10名官兵阵亡。

## 设计
UB-53号是汉堡布洛姆与福斯船厂承建的UB-III型首批次（UB-48至UB-53号）的六号艇，由德意志帝国海军潜艇监察局于1916年5月20日订购，至1917年3月9日下水。其全长55.3米，舷宽5.8米。艇体采用双壳体结构，水面及水下排水量分别为516吨和651吨，浮起时的吃水深度为3.68米。由于无需像UC-II型艇那样提供水雷布设装置，设计工程师对潜艇舷弧进行了优化，增大了司令塔体积，配备两具潜望镜，司令塔与控制室之间增加一道水密舱壁。这些改进显著提高了潜艇的水下机动性和生存力。为了达到更高的航速，UB-53号采用两台猛狮六缸四冲程550匹公制馬力（405千瓦特）柴油机用于水面运行，以及两台394匹公制馬力（290千瓦特）的西门子-舒克特电动发电机用于水下航行；水面最高航速13.6節（25.2每小時），水下8節（15每小時）；能够在水面以6節（11每小時）航速续航9,040海里（16,740），或以4節（7.4每小時）连续在水下航行55海里（102）而无需充电。
UB-53号的主武器为五具500毫米艇艏鱼雷发射管，其中艇艏四具采用层叠式布局分居两侧、艇艉一具，并可搭载合共10枚G6型鱼雷。辅助武器则是一门88毫米30倍径速射炮。其标准船员编制为3名军官加31名水兵。

## 服役历史
1917年8月21日，UB-53号在前UC-34号艇长、经验丰富的海军中尉罗伯特·斯普伦格尔的指挥下正式入役，随即展开海试。完成海试后，该艇从基尔启程，独力突破直布罗陀海峡前往地中海，然后于11月1日抵达普拉并加入地中海潜艇区舰队。
在不足一年的短暂役期内，UB-53号曾参与地中海潜艇战，并执行过五次巡逻，合共击沉了14艘协约国或中立国商船，容积总吨为16549吨。1918年8月3日，UB-53号在穿越奥特朗托屏障时相继撞上2枚触雷，最终在39°40′N 18°40′E / 39.667°N 18.667°E处沉没，造成艇内10名官兵阵亡，其余26人获救。

## 袭击历史摘要
| 日期           | 船名           | 船籍   | 吨位 | 结局 |
| -------------- | -------------- | ------ | ---- | ---- |
| 1917年12月17日 | 尼娜号         | 希腊   | 126  | 击沉 |
| 1917年12月31日 | 莉莉号         | 希腊   | 2993 | 击沉 |
| 1918年2月20日  | 陆军准将号     | 希腊   | 292  | 击沉 |
| 1918年2月26日  | 塞伊达号       | 法國   | 45   | 击沉 |
| 1918年3月2日   | 攸克辛号       | 希腊   | 2891 | 击沉 |
| 1918年3月6日   | 喀拉干号       | 英国   | 1862 | 击沉 |
| 1918年4月9日   | 阿韦罗号       | 葡萄牙 | 2209 | 击沉 |
| 1918年4月22日  | 赫达·穆勒卡号  | 法國   | 40   | 击沉 |
| 1918年4月22日  | 马沙拉号       | 英国   | 77   | 击沉 |
| 1918年4月22日  | 萨迪卡号       | 法國   | 45   | 击沉 |
| 1918年4月22日  | 维尔贝克庄园号 | 英国   | 5643 | 击沉 |
| 1918年4月24日  | 马布鲁斯卡号   | 法國   | 256  | 击沉 |
| 1918年4月27日  | 阿齐泽号       | 法國   | 30   | 击沉 |
| 1918年4月27日  | 内马特·科达号  | 法國   | 40   | 击沉 |

## 脚注
1. ↑  Rössler，第65頁.
2. 1 2 3  Helgason, Guðmundur. . German and Austrian U-boats of World War I - Kaiserliche Marine - Uboat.net.   [2022-04-24].
3. 1 2 3 4  Gröner 1991，第25-30頁.
4. 1 2  Helgason, Guðmundur. . German and Austrian U-boats of World War I - Kaiserliche Marine - Uboat.net.   [2022-04-24].
5. ↑  陈进，第239頁.
6. 1 2  Helgason, Guðmundur. . German and Austrian U-boats of World War I - Kaiserliche Marine - Uboat.net.   [2014-12-05].